# Marc Gimeno Sánchez
Marc Gimeno Sánchez és un escalater professional montserratí nascut el 1994, conegut en l'àmbit de la pilota valenciana com a Marc de Montserrat.
Viu al costat del carrer de Galotxa de Montserrat i va començar a jugar a pilota als sis anys, a les ordres de Sesé, de l'escola de Montserrat. Amb el club del poble va arribar al Cespiva i va guanyar el Corte Inglés.
Com a escalater, ha guanyat l'individual sots-23 en tres ocasions, entre 2014 i 2016. En 2016 va participar en les semifinals del Circuit Professional d'Escala i Corda, on va substituir a Miguel en una partida per una lesió. Va debutar a la Copa Diputació aquell mateix any, com a reconeixement a aquella actuació. A darrers d'any va participar en el XXXI Individual, arribant a semifinals.
Entrenat junt amb Puchol II per Agustín Larre i Domingo Palacios, preparadors de Pilota 2.0, l'any 2017 aplegà a les finals de la Copa Diputació i del Trofeu Ciutat de Torrent.

## Palmarés
| 2017 | IX Trofeu Diputació de Castelló | campió      | amb Pere i Bueno      |   |               |
| 2017 | X Copa Diputació                | subcampió   | amb Pere Ribes        |   |               |
| 2021 | Trofeu Dénia                    | subcampions | Félix                 | × | Giner i Santi |
| 2016 | IX Individual Sub-23            | campió      | contra Giner de Murla |   |               |
| 2014 | VII Individual Sub-23           | campió      | contra Francés        |   |               |